# 神明山古墳
神明山古墳（しんめいやまこふん）は、京都府京丹後市丹後町宮にある古墳。形状は前方後円墳。国の史跡に指定されている。
網野銚子山古墳（京丹後市網野町網野）・蛭子山1号墳（与謝郡与謝野町加悦・明石）と合わせて「日本海三大古墳」と総称される。

## 概要
京都府北部、丹後半島を流れる竹野川河口付近において、丘陵先端部を切断して築造された大型前方後円墳である。1964-1967年（昭和39-42年）に同志社大学考古学研究会による測量調査が実施されているが、発掘調査は実施されていない。
墳形は前方後円形で、前方部を北東方向に向ける。墳丘は3段築成。墳丘長は190メートルを測り、網野銚子山古墳（201メートル）とともに日本海側では最大級の規模になる。墳丘外表では葺石のほか、円筒埴輪・形象埴輪（家形・盾形・蓋形埴輪など）・石製模造品（詳細不明）・弥生土器（墳丘封土内より）などが検出されている。埴輪のうちでは、丹後型円筒埴輪の破片がみられるほか、舟を漕ぐ人物の線刻を有する破片もみられる。埋葬施設は明らかでないが、後円部中央に板石が散乱していたことから、竪穴式石室の存在が推測される。また墳丘周囲に湿地がみられることから、周濠の存在も推定される。
築造時期は、古墳時代中期の4世紀末-5世紀初頭頃と推定される。日本海三大古墳のうちでは、蛭子山1号墳（4世紀中葉、145メートル）・網野銚子山古墳（4世紀後半）に続く3番目の築造になる。網野銚子山古墳・神明山古墳は、それぞれ浅茂川湖・竹野湖という古代の潟湖（ラグーン）に対して葺石で覆われた墳丘の横面を見せる形式をとっており、当時の丹後地方がこれら潟湖を港として日本海交易を展開した様子が示唆される。なお、神明山古墳に続く首長墓は黒部銚子山古墳（京丹後市弥栄町黒部、5世紀前半、105メートル）になるが、同古墳をもって丹後地方での大型前方後円墳の築造は終焉し、5世紀中頃以降は中心地が丹後地方から丹波地方に移動することとなる（兵庫県丹波篠山市の雲部車塚古墳、京都府亀岡市の千歳車塚古墳）。

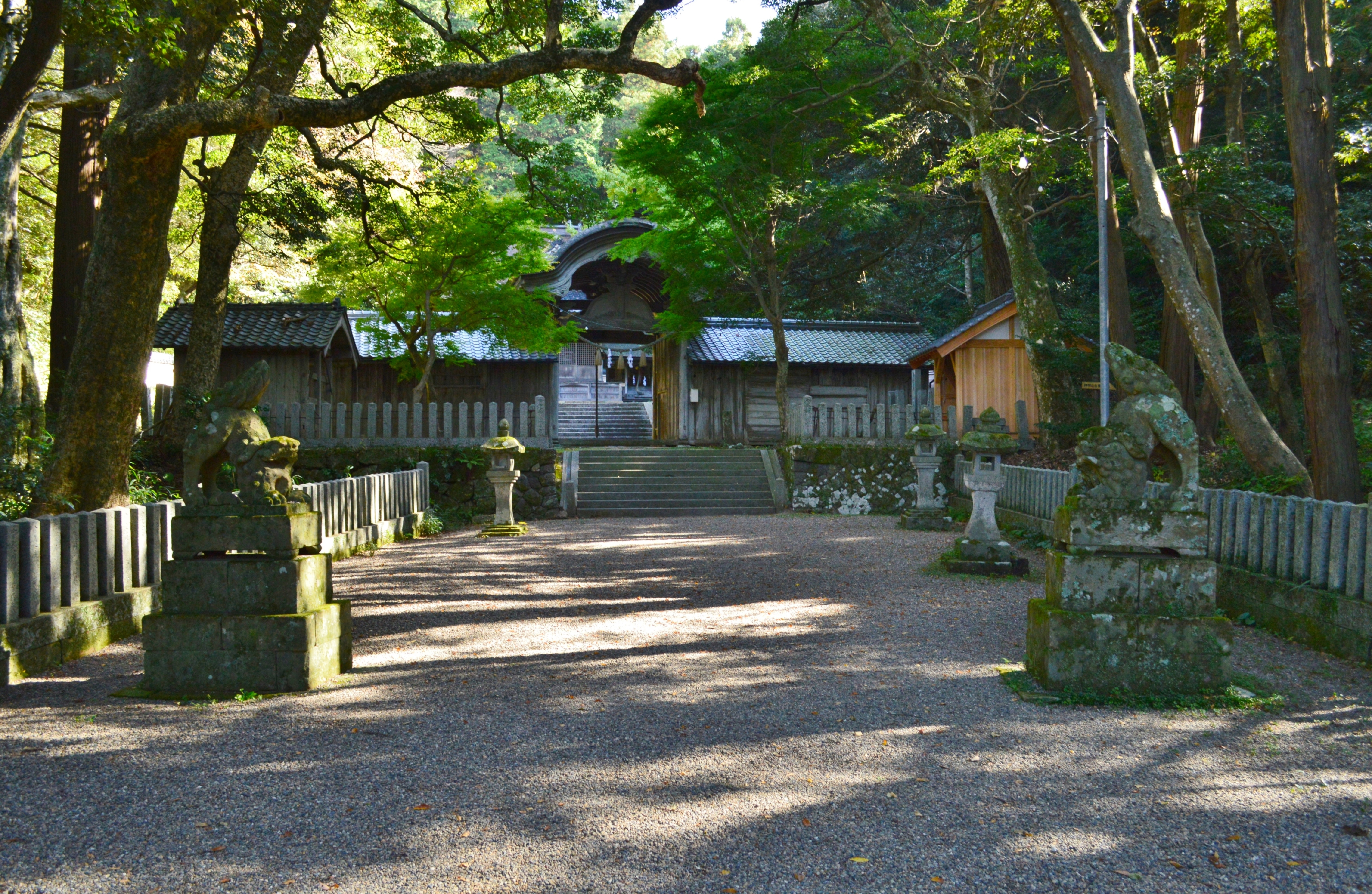
竹野神社

古墳域は1923年（大正12年）に国の史跡に指定されている。なお、付近に延喜式内社の竹野神社が鎮座することから、同社の古代祭祀と本古墳との関連を指摘する説がある。また、神明山古墳の後円部墳頂では後世に経塚が営まれており、そこからは経筒・銅鏡（いずれも京丹後市指定有形文化財）が出土している。

## 墳丘
墳丘の規模は次の通り。
- 墳丘長：190メートル
- 後円部 - 3段築成。
  - 直径：129メートル
  - 高さ：26メートル
- 前方部 - 3段築成。
  - 幅：78メートル
  - 高さ：15メートル

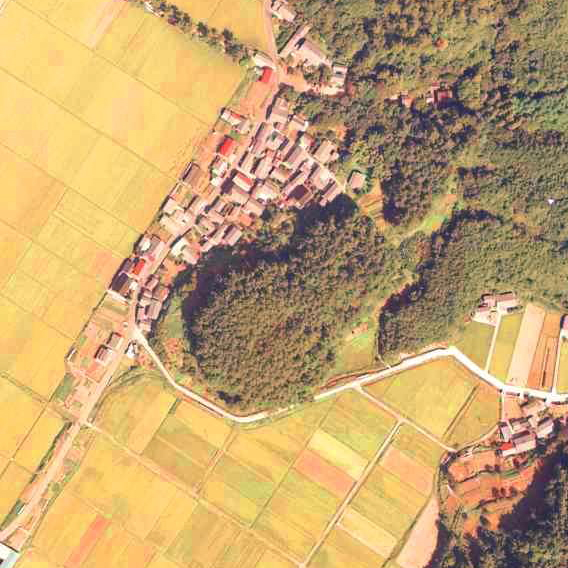
神明山古墳の空中写真。

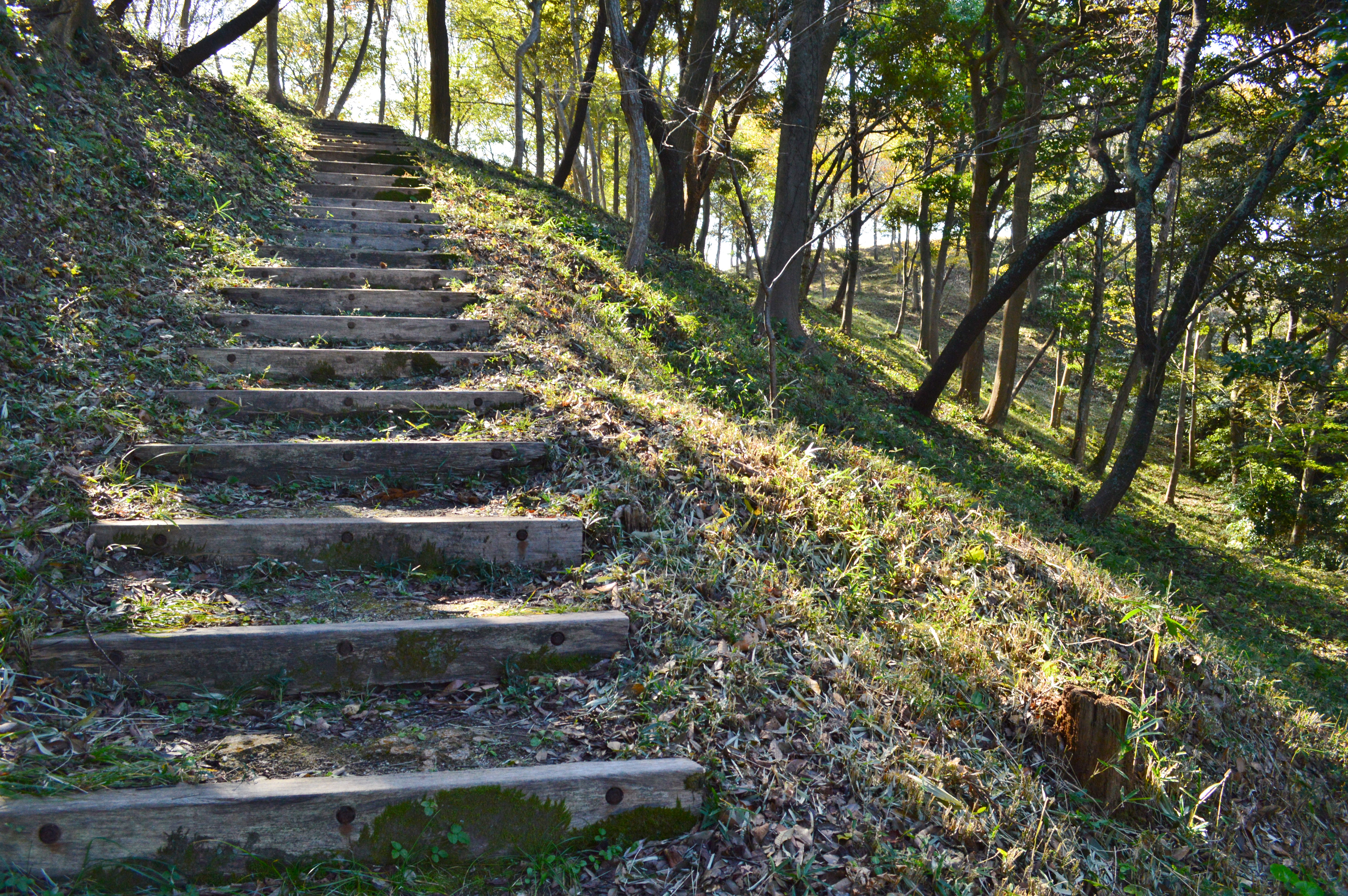
前方部から後円部（右奥）を望む

墳丘長については約200メートルとする説があり、その場合には全国第36位に位置づけられる。
なお、くびれ部には円形の造出を有する。

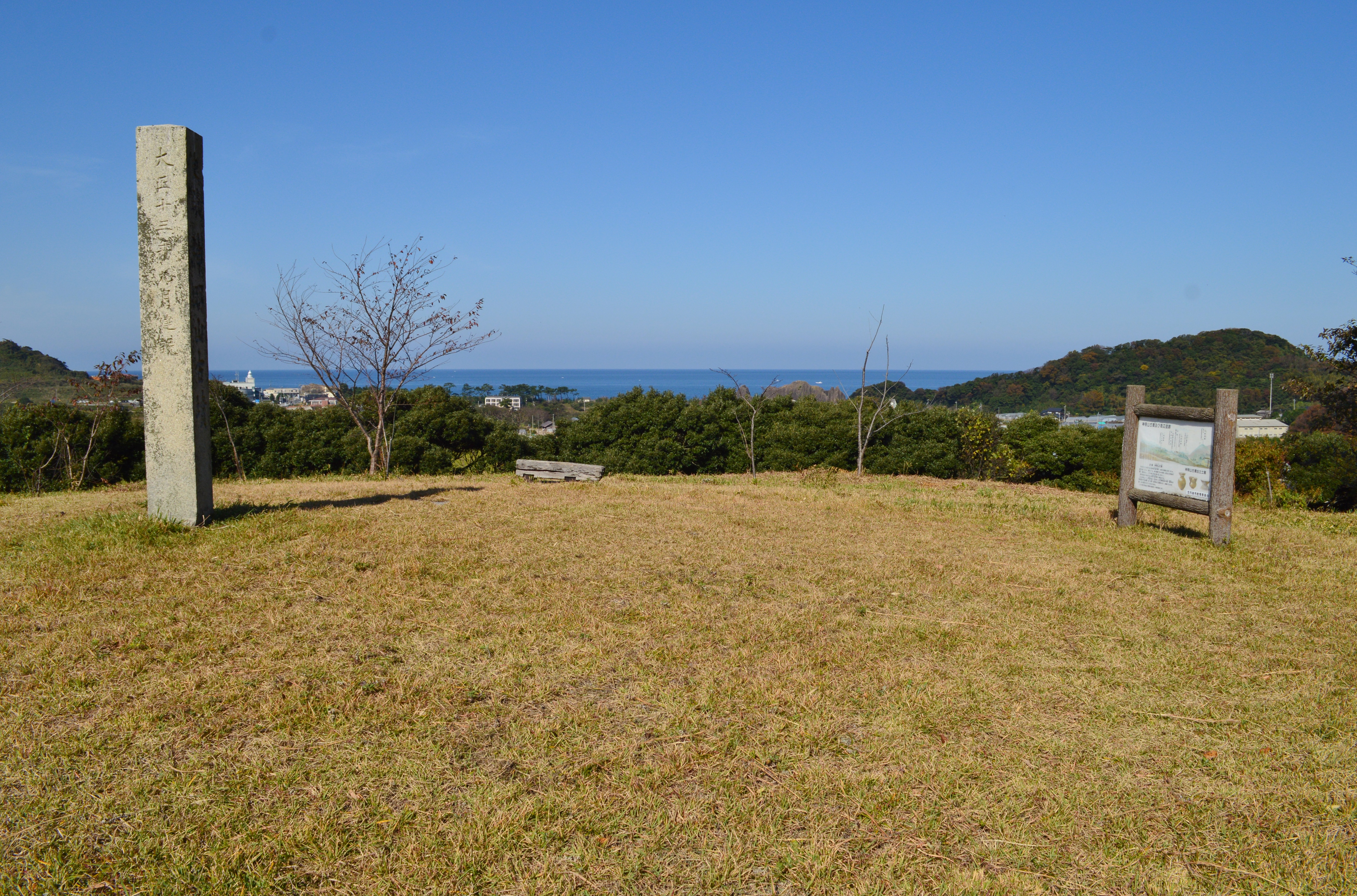
後円部墳頂 背景は日本海。
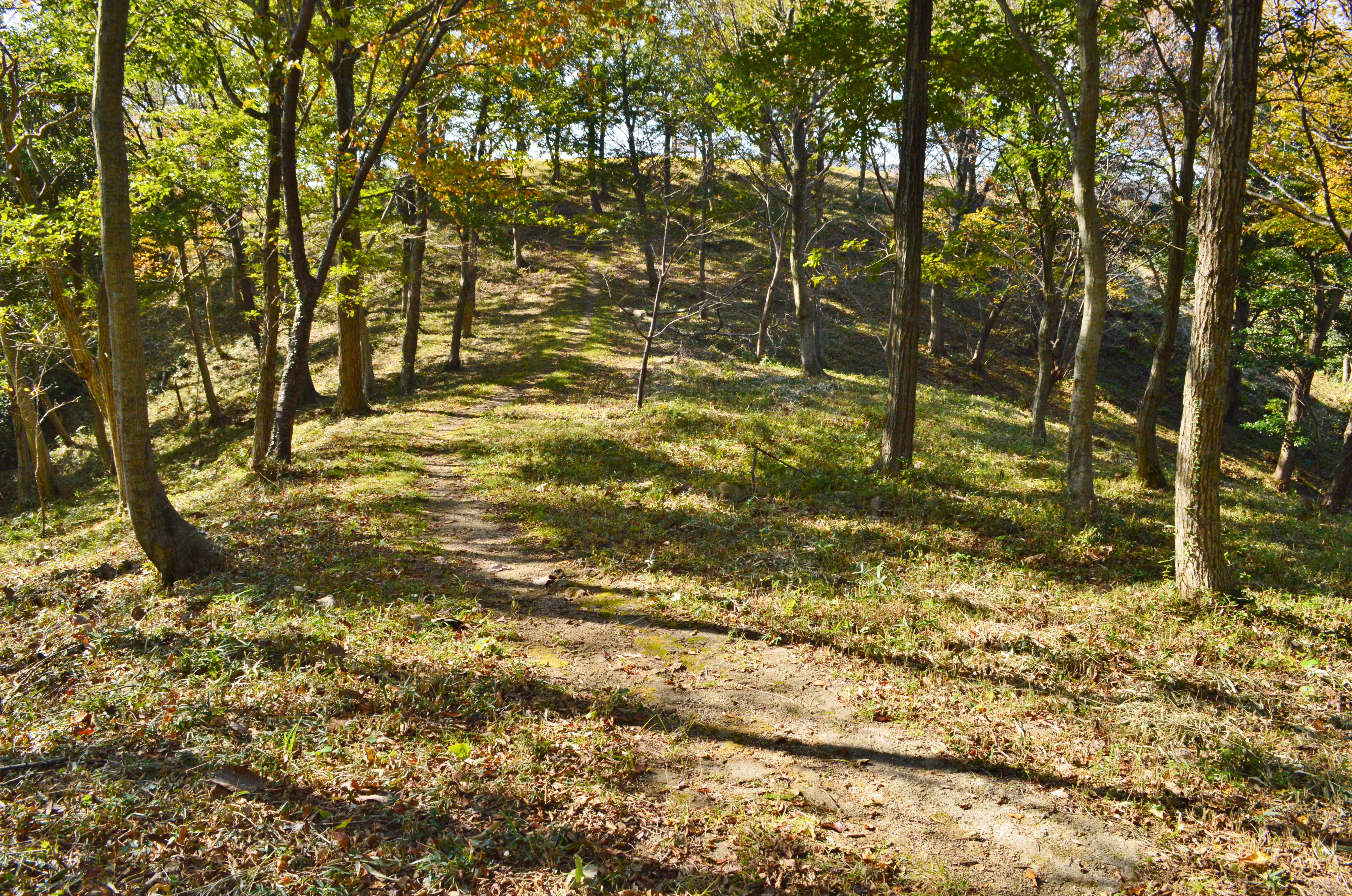
前方部から後円部を望む
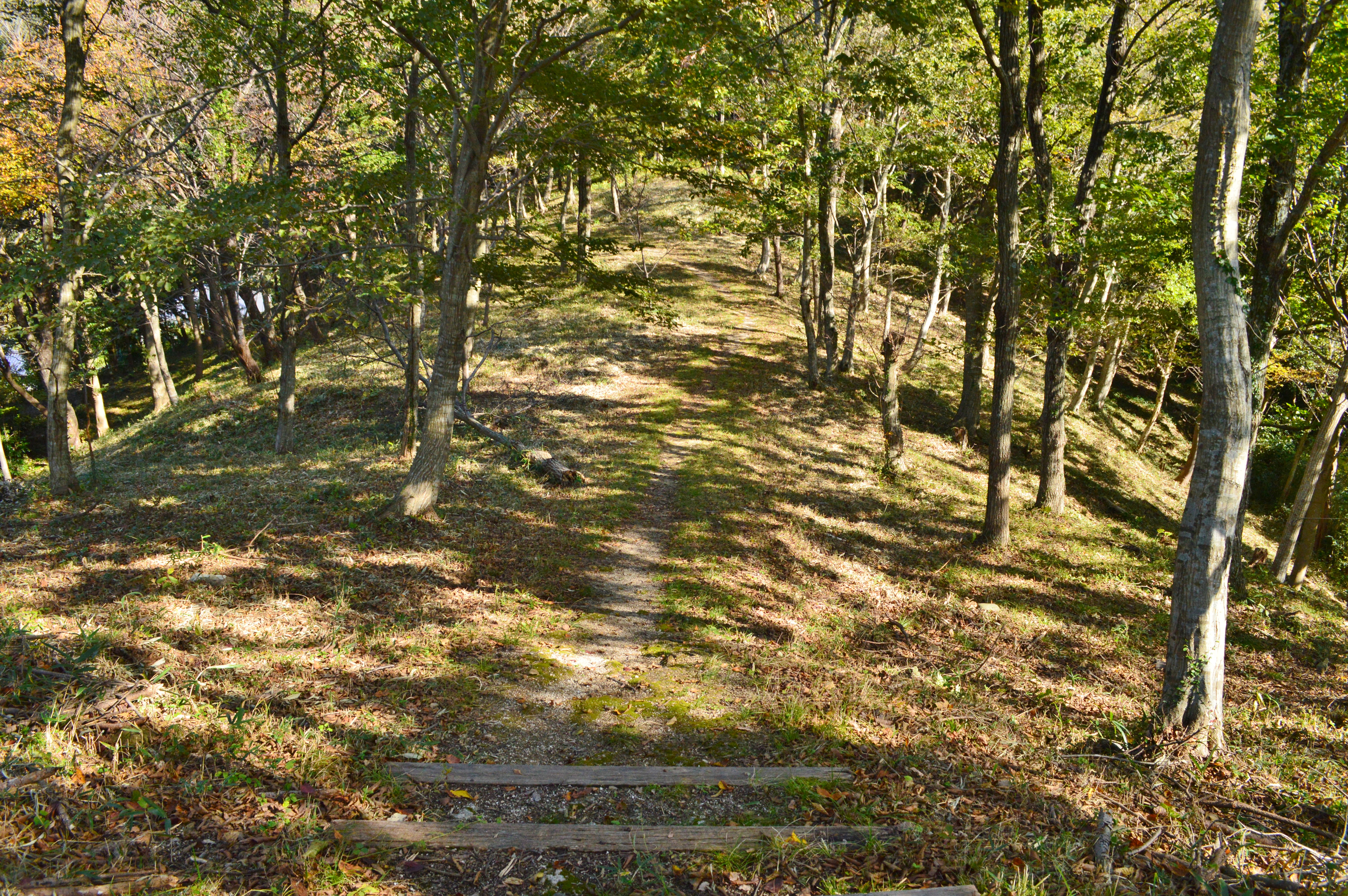
後円部から前方部を望む
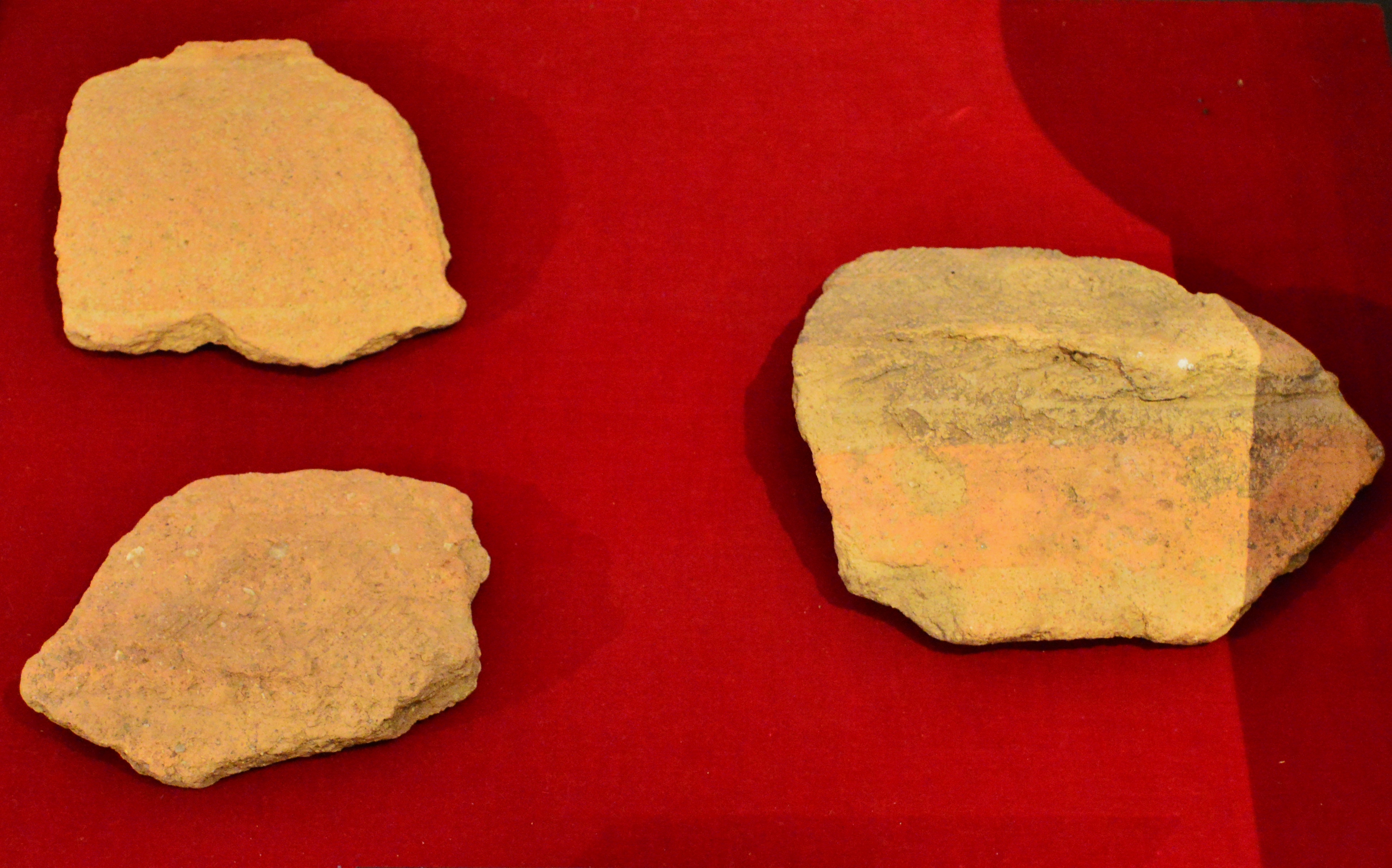
出土丹後型円筒埴輪片 丹後古代の里資料館展示。
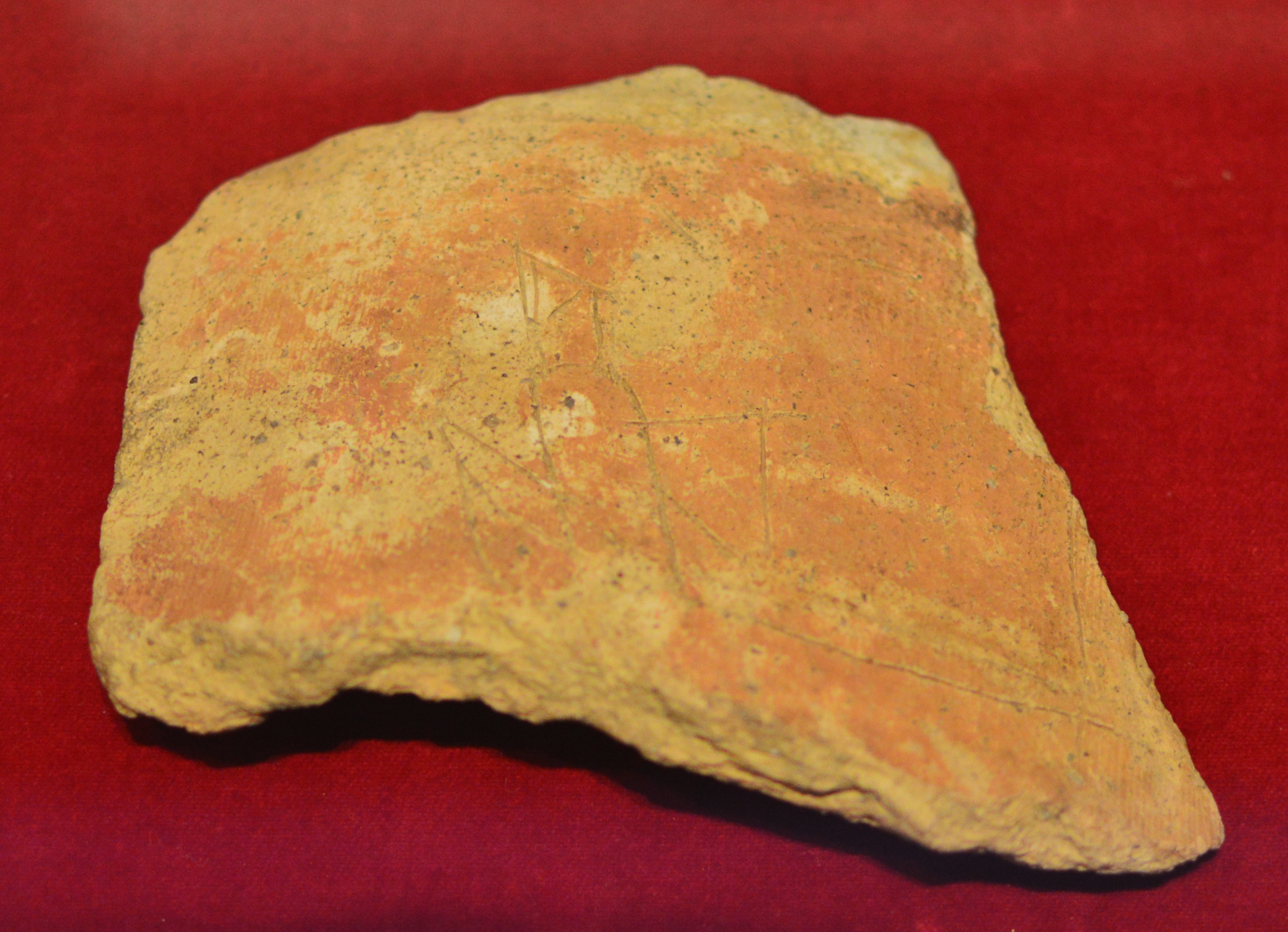
出土埴輪の舟・人物線刻 丹後古代の里資料館展示。
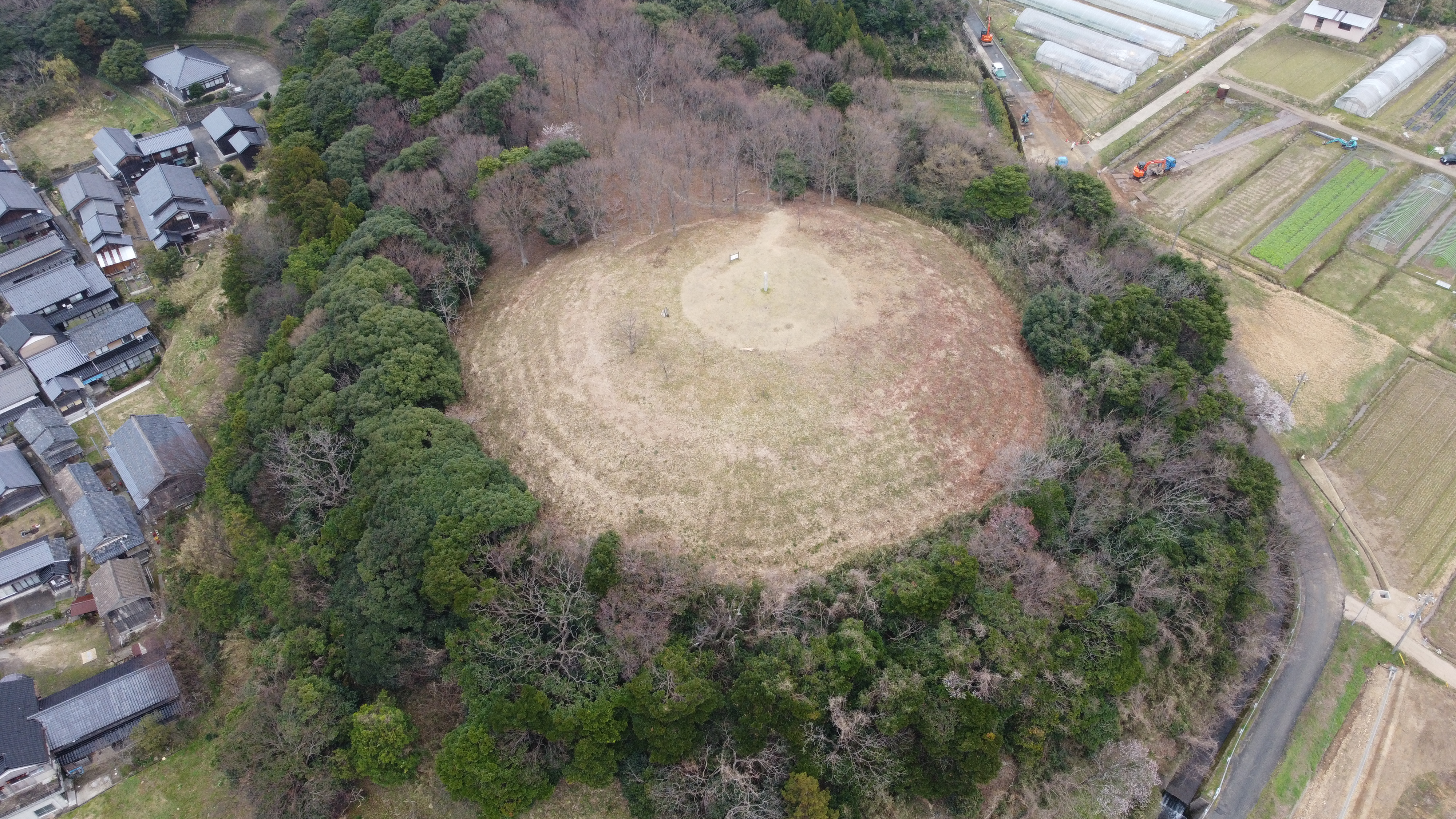
墳丘俯瞰

## 文化財

### 国の史跡
- 神明山古墳 - 指定範囲は13,150平方メートル。1923年（大正12年）3月7日指定[10][8]。

### 関連文化財
- 竹野神社神明山経塚出土銅鏡 2面
京丹後市指定有形文化財（考古資料）。竹野神社所蔵、京都府立丹後郷土資料館寄託。
平安時代後期の作。後世に神明山古墳上で営まれた経塚（神明山経塚）から出土した銅鏡2面（藤山吹双鳥鏡1面・網代垣山吹双鳥鏡1面）。1986年（昭和61年）5月19日指定[11][12]。
- 竹野神社神明山経塚出土経筒 4口
京丹後市指定有形文化財（考古資料）。竹野神社所蔵、京都府立丹後郷土資料館寄託。
平安時代後期の作。上の銅鏡2面同様、後世に営まれた神明山経塚から出土した経筒4口。1986年（昭和61年）5月19日指定[13][12]。

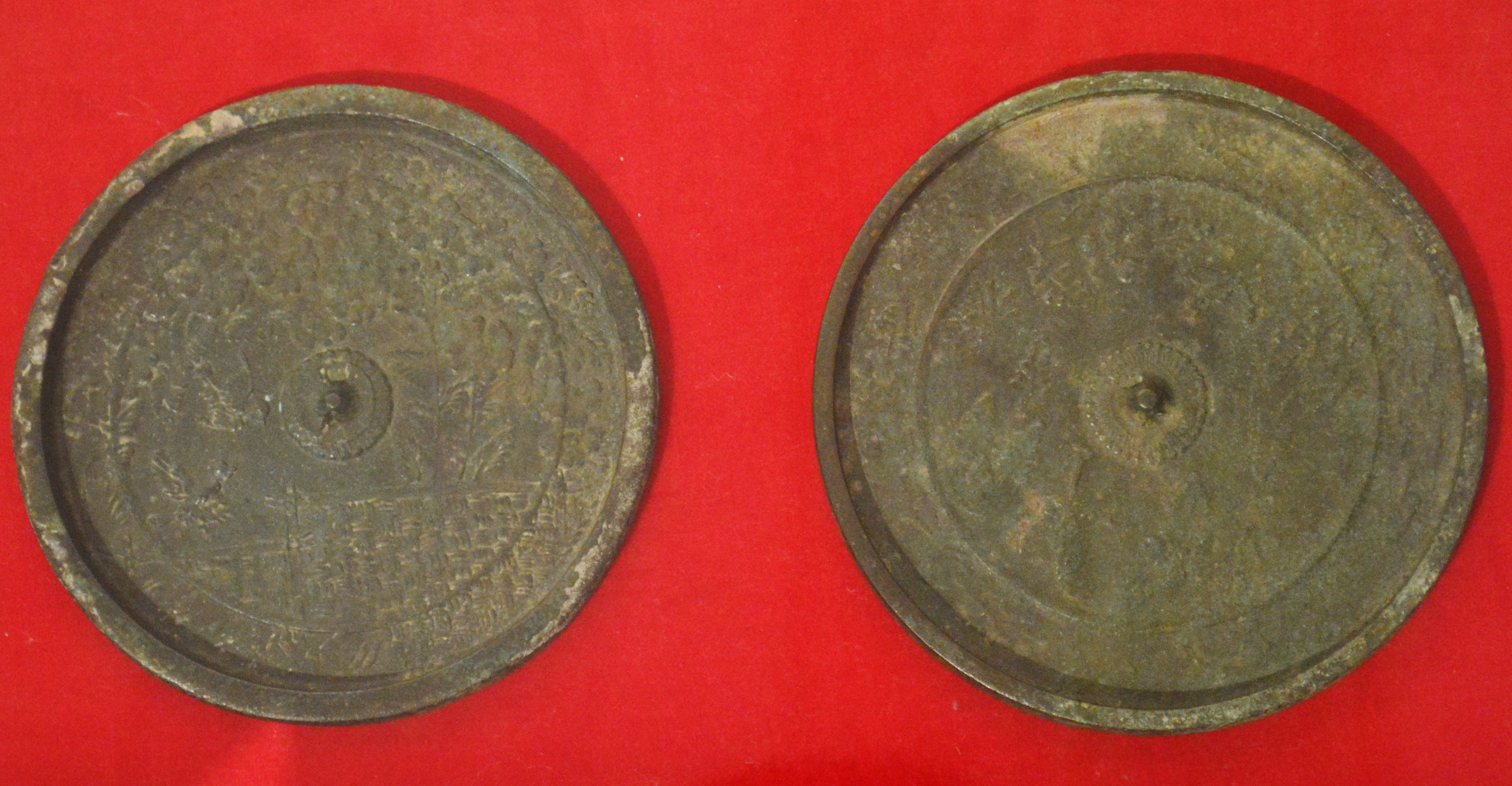
神明山経塚出土藤山吹双鳥鏡（右）・網代垣山吹双鳥鏡（左） 丹後古代の里資料館展示。
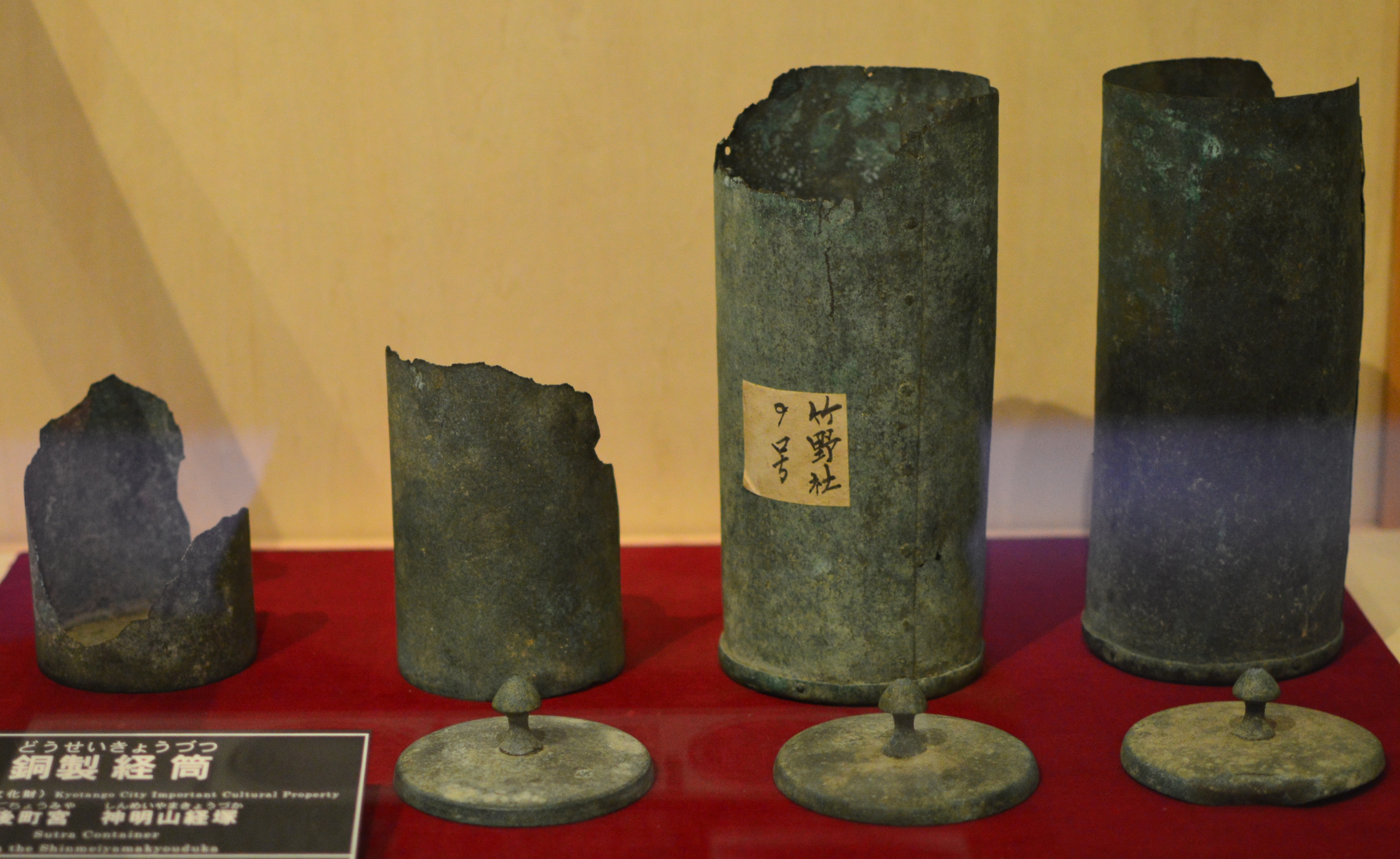
神明山経塚出土経筒 丹後古代の里資料館展示。

## 現地情報
所在地
- 京都府京丹後市丹後町宮小字家ノ上[4]

交通アクセス
- 峰山駅または網野駅（いずれもWILLER TRAINS（京都丹後鉄道）宮豊線）から
  - バス：丹後海陸交通バスで「丹後庁舎前」バス停下車（下車後南東方へ徒歩約20分）

関連施設
- 京丹後市立丹後古代の里資料館（京丹後市丹後町宮） - 神明山古墳の出土埴輪を保管・展示。

周辺
- 竹野神社
- 産土山古墳 - 国の史跡。
- 大成古墳群 - 京丹後市指定史跡。
- 片山古墳 - 京丹後市指定史跡。

## 関連文献
（記事執筆に使用していない関連文献）
- 「神明山古墳」『京都府史蹟勝地調査會報告』 第一冊、京都府、1919年。 - リンクは国立国会図書館デジタルコレクション。